# Achille Baraguey d’Hilliers

General Baraguey d’Hilliers

Louis-Achille, comte Baraguey d’Hilliers (* 6. September 1795 in Paris; † 6. Juni 1878 in Amélie-les-Bains) war ein französischer Staatsmann und Marschall von Frankreich.

## Leben
Achille Baraguey d’Hilliers war der Sohn des napoleonischen Generals Louis Baraguey d’Hilliers. Er machte schon den Feldzug von 1812 mit, war 1813 Adjutant Marmonts und verlor bei Möckern durch eine Kanonenkugel die linke Hand. Er kämpfte unter Napoleon bei Quatre-Bras; 1815 wurde er Hauptmann, zog 1823 mit nach Spanien, wo er bis 1825 blieb, und wurde 1830 nach der Eroberung Algiers Oberst.
1832 zum Untergouverneur der Militärschule von Saint-Cyr ernannt, entdeckte er eine republikanische Verschwörung der Zöglinge und erhielt 1836, zum Generalmajor befördert, die oberste Leitung der Anstalt. 1841 zur Disposition des Generalgouverneurs von Algerien gestellt, avancierte er im August 1843 zum Divisionsgeneral und wurde Gouverneur von Constantine.
1844 wurde er aus dem aktiven Dienst entfernt und 1847 als Generalinspektor der Infanterie wiedereingesetzt. Nach der Februarrevolution 1848 wurde er als Kommandierender General nach Besançon versetzt. Hier wurde er in die Nationalversammlung gewählt, in der er zu den Häuptern der Ordnungspartei gehörte. Er erhielt den Oberbefehl über die gegen die römische Republik gesandte Interventionsarmee und 1851 an Changarniers Stelle das Kommando der Armee von Paris, trat jedoch am 2. Dezember d. J. zurück und verhielt sich neutral.
Nach dem Staatsstreich aber stellte er sich dem Kaiser Napoleon III. zur Verfügung. Im November 1853 ging er als außerordentlicher Botschafter (Botschafter Frankreichs an der Hohen Pforte) nach Konstantinopel, wurde aber schon im Mai 1854 wieder abberufen. Er wurde mit dem Oberbefehl über das im Zuge des Krimkrieges in die Ostsee bestimmten Expeditionskorps betraut und nach der Einnahme von Bomarsund (18. August) zum Marschall und zum Senator ernannt. Später wurde er Vizepräsident des Senats.
Im Sardinischen Krieg (1859) befehligte er das I. Korps der Alpenarmee und zeichnete sich bei der Schlacht von Solferino aus, indem er den Schlüssel der feindlichen Stellung, das Dorf Solferino, nahm. Hierauf erhielt er das Kommando des V. Armeekorps in Tours.
1870 wurde er Gouverneur von Paris, er machte sich jedoch durch seine Freimütigkeit bei der Kaiserin Eugénie de Montijo und dem Kriegsminister Graf Palikao unbeliebt. So wurde er schon am 12. August seiner Stellung wieder enthoben und durch General Trochu ersetzt. Nach der Wiederherstellung des Friedens berief ihn Adolphe Thiers zum Präsidenten der Untersuchungskommission über die Ursachen der militärischen Unglücksfälle. Er übernahm den Vorsitz des Militärtribunals im Verfahren (1873) gegen General Bazaine, der die Stadt Metz nach der Belagerung durch die Preußen übergeben hatte. Bazaine wurde im späteren Prozess, wohl auch um der Öffentlichkeit einen Sündenbock zu liefern, wegen Pflichtwidrigkeit und Feigheit zum Tode verurteilt.
Er starb am 6. Juni 1878 in Amélie-les-Bains und wurde im Caveau des Gouverneurs der Cathédrale Saint-Louis-des-Invalides in Paris beigesetzt.